# Patricienne à ceinture
Une patricienne à ceinture ou patricienne zōstē (en grec ζωστὴ πατρικία, zōstē patrikía) est une dignité aulique byzantine réservée exclusivement à la femme qui est la principale collaboratrice de l'impératrice. Occupant un très haut rang dans la hiérarchie, sa titulaire est la première femme de la cour après l'impératrice. Le titre est attesté du IXe au XIIe siècle, mais peu de titulaires sont connues.

## Histoire et fonctions
Le titre est utilisé pour les femmes servant de dames de compagnie à l'impératrice byzantine. Ses origines et sa date d'apparition sont obscures. En oubliant la référence clairement anachronique à Antonina, l'épouse du général du VIe siècle Bélisaire, en tant que zostē patrikia, le titre est attesté pour la première fois vers 830 pour Théoktiste (en), la mère de l'impératrice Théodora,. Le titre est attesté pour la dernière fois dans les sources littéraires dans la Chronique de Skylitzès de Madrid en 1018 (lorsqu'il est conféré à Marie, épouse de l'ex-tsar Ivan Vladislav de Bulgarie), et dans une série de sceaux du XIe siècle (cf. infra). Comme d'autres titres mésobyzantins, il disparaît après les réformes d'Alexis Ier Comnène (r. 1081-1118),.

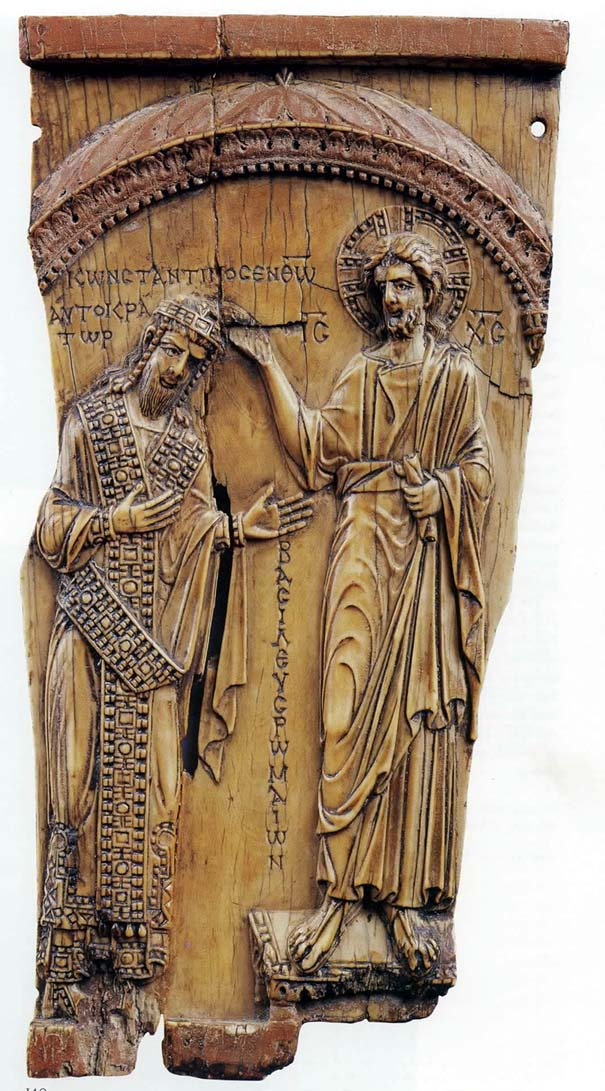
Ivoire montrant Constantine VII portant le lōros et couronné par le Christ (945, Musée Pouchkine).

Dans le Klētorologion de Philothée (899), cette dignité a un très haut rang dans l'ordre de préséance impérial, avant le magistros et après le kouropalatēs. Son statut exceptionnel s'illustre en outre par le fait qu'elle est l'un des six dignitaires acceptés à la table de l'empereur (avec le patriarche de Constantinople, le Caesar, le nōbelissimos, le kouropalatēs et le basileopatōr), et par le rôle proéminent qu'elle remplit dans les cérémonies impériales, en particulier celles tournant autour de l'impératrice, comme son couronnement ou son accouchement,. La zōstē patrikia fonctionne comme la collaboratrice principale de l'impératrice (à laquelle elle est généralement apparentée) et est à la tête de la cour féminine (le sekreton tōn gynaikōn), qui comprend principalement les épouses des fonctionnaires de haut rang,,. Ce titre est la seule dignité féminine : les autres femmes portent la version féminisée du titre de leur époux. Une zōstē patrikia est donc la seule patrikia per se, et non parce que son époux est ou était patrikios,,,. Rodolphe Guilland souligne en outre que le titre lui-même semble être un composé, au vu des sources le mentionnant comme « la zōstē et patrikia », ce qui indique que le titre noble de patrikia est ajouté à la dignité aulique de zōstē.
Bien qu'il semble, comme pour les autres dignités de même rang auxquelles ce titre est associé, qu'il n'y ait qu'une titulaire à un moment donné, lors de la réception d'Olga de Kiev, la forme plurielle zōstai est employée, suggérant qu'il y en a au moins deux. Peut-être est-ce en raison du fait qu'à l'époque, il y a deux impératrices, et que chacune dispose d'une zōstē.
La zōstē reçoit son titre lors d'une cérémonie d'investiture élaborée à la Théotokos du Pharos, selon le De ceremoniis (I.50) de Constantin VII Porphyrogénète (r. 913-959). La cérémonie se termine dans le Chrysotriklinos, où elle reçoit des mains de l'empereur les tablettes d'ivoire, insignia de son titre. Elle se rend ensuite à Sainte-Sophie, où les tablettes sont bénies par le patriarche, avant de se rendre à la Magnaure, où elle reçoit les félicitations des femmes de la cour et des épouses des hauts dignitaires. Enfin, elle retourne au Pharos, où elle dépose 70 nomismata, avant de se retirer dans ses appartements,. Son accessoire distinctif, qui lui a vraisemblablement donné son nom, est la large ceinture en or (le lōros) qu'elle porte lors de la cérémonie d'investiture ; descendant de la trabea consulaire, le lōros d'or est l'insigne impériale la plus prestigieuse, également porté par l'empereur et quelques-uns de ses plus hauts dignitaires, tels l'éparque de Constantinople ou les magistroi,,. Une autre origine moins probable de l'appellation zōstē pourrait découler de sa position de dame de compagnie de l'impératrice, dont un des devoirs est de diriger son habillage, ou, comme les Patria de Constantinople le disent, de « ceinturer » l'impératrice.
La zōstē obtient son titre à vie, et le conserve même après la mort de son impératrice. En outre, comme la plupart des titres byzantins, le titre peut être conféré de manière honorifique, sans obligations, comme c'est vraisemblablement le cas pour Théoktiste et Marie.

## Titulaires

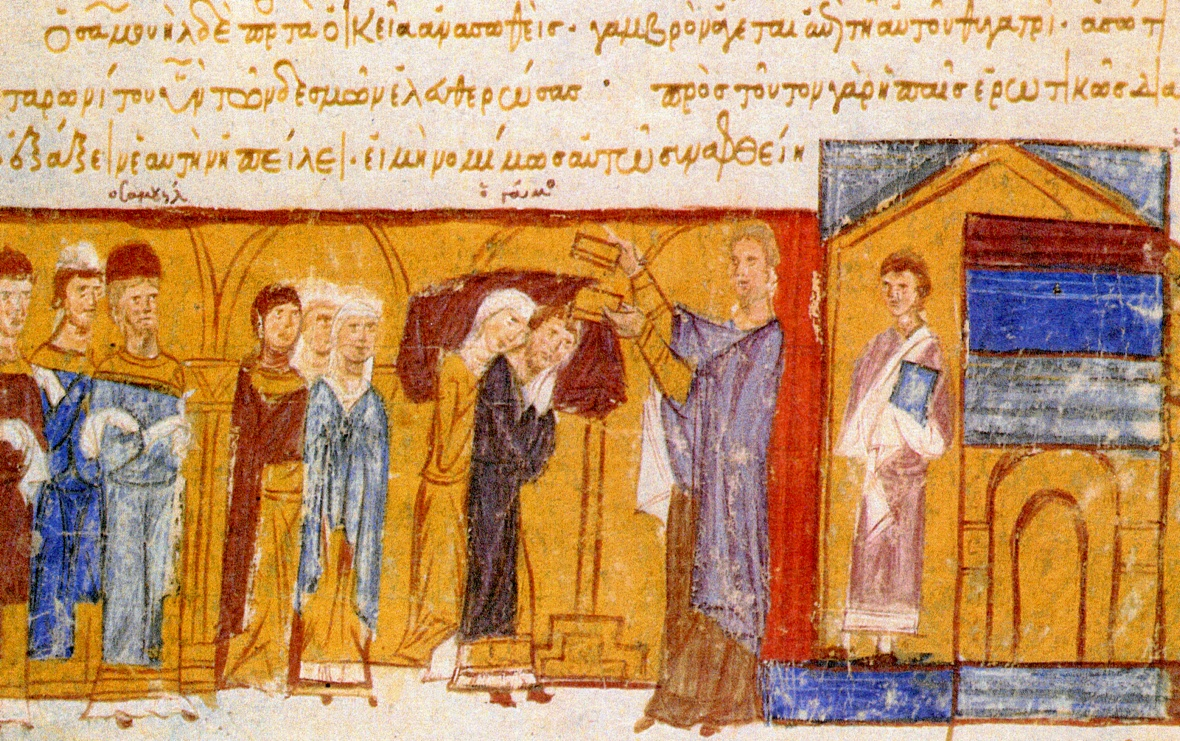
Mariage de Miroslava de Bulgarie et d'Achot Taronitès, tous deux réfugiés à Constantinople où celle-ci reçoit le titre de zōstē patrikia (Chronique de Skylitzès de Madrid).

Malgré leur rang élevé, les sources ne mentionnent que rarement les zōstai. On connaît les suivantes :
- Antonina, épouse de Bélisaire, référence clairement anachronique des Patria[1],[17],[18] ;
- Théoktiste (en), mère de l'impératrice Théodora, épouse de Théophile (r. 829-842)[1],[11],[19] ;
- Anastasie, connue par une seule référence à la fin du Xe siècle dans la Vie de Basile le Jeune (une hagiographie) – peut-être Anastaso, la fille du patrikios Adralestos, qui entre par mariage dans la famille Maleinos et qui est la mère de Constantin Maleinos et de Michel Maleinos[20],[21] ;
- Olga de Kiev a pu obtenir le titre durant sa visite à Constantinople[22] ;
- Miroslava, fille du tsar Samuel de Bulgarie (r. 997-1014), qui se réfugie à Byzance avec son mari, Achot Taronitès[23],[24] ;
- Marie, épouse du tsar Ivan Vladislav de Bulgarie (r. 1015-1018), qui reçoit le titre après sa fuite à Constantinople à la suite du meurtre de son mari[24],[25] ;
- Khousousa, épouse du roi Sénéqérim-Hovhannès de Vaspourakan, connue par un sceau la décrivant comme « zōstē et mère de David le magistros »[26] ;
- Irène, attestée par un seul sceau du XIe siècle, qui la décrit en outre comme une nonne[24] ;
- Marie Mélissène, attestée par un sceau de 1060-1070, et qui pourrait être la mère de Nicéphore Mélissène, le beau-frère d'Alexis Ier[27],[28] ;
- Anne Radènè, une amie proche de Michel Psellos, probablement vers 1070[29] ;
- Hélène Tornikinè, zōstē et kouropalatissa, attestée par un sceau de 1070-1110[30].